# 2025年印度大壶节踩踏事件
2025年印度大壶节踩踏事件是2025年1月29日，位於印度北方邦普拉亚格拉吉的恒河、亞穆納河和薩拉斯瓦蒂河交汇处在舉辦大壶节慶祝活動期間发生的人群事故。該事故造成至少30人死亡，60人受伤。